# Hamed Tatari
Hamed Tatari (pers. حامد تاتاري) – irański zapaśnik w stylu wolnym. Brązowy medalista mistrzostw Azji w 2013. Piąty w Pucharze Świata w 2013 roku.